# Fatih Portakal
Fatih Portakal (Nazilli, 2 febbraio 1967) è un conduttore televisivo e giornalista turco.

## Biografia
Portakal ha iniziato la sua carriera come giornalista in Star TV nel 1996.
Si è laureto in Economia presso Università di Istanbul nel 1989.
Portakal ha condotto il telegiornale di FOX (2010-2020) e Kanal D (2006-2010).
Nel 1997, si è sposato con la pubblicitaria Armağan Portakal. 
Portakal vive ora a Seferihisar adesso. Parla turco ed inglese.
Fatih Portakal è amico di altri quattro giornalisti turchi, İrfan Değirmenci, Gülbin Tosun, Murat Güloğlu, Nazlı Tolga ed İsmail Küçükkaya.

## Programmi di Fatih Portakal
- Fatih Portakal ile Ne Yapmalı (Kanal D-2009-2010),
- Fatih Portakal ile Çalar Saat (FOX-2010-2013),
- Fatih Portakal ile Türkiye'nin Trendleri (FOX-2013),
- Fatih Portakal ile Fox Ana Haber (FOX -2013-2020)(dopo l'addio di Nazlı Tolga)
- Star Ana Haber (Star TV - 1996-2005)(newsreporter)
- Fatih Portakal ile Sözcü Ana Haber (SZC TV - 2023-....)[2]